# Steady State (Sportwissenschaft)
Als Steady State (englisch: steady: stet(ig), beständig, bleibend; state: Status, (Zu-)Stand) bezeichnet man ein Fließgleichgewicht physiologischer Größen wie zum Beispiel Laktatkonzentration im Blut, Sauerstoffaufnahme oder Herzfrequenz. Dieser Zustand kann sich bei körperlicher Belastung auf einem deutlich höheren Niveau einstellen und unterscheidet sich somit von der Homöostase. Der Begriff Steady State wurde bereits 1924 von dem englischen Nobelpreisträger Archibald Vivian Hill geprägt.

## Laktat-Steady-State
Als Laktat-Steady-State wird das Fließgleichgewicht zwischen Bildung und Abbau von Laktat bei körperlichen Belastungen bezeichnet. Der Laktatspiegel im Blut sollte hierfür je nach Trainingszustand zwischen 1,5 und 4 mmol/l liegen. Dieser Bereich wird auch Aerob-anaerober Übergangsbereich (AANÜ) genannt.
Bei einem Fahrradergometertest stellt sich nach dem Anstieg auf eine höhere Belastungsstufe nach kurzer Zeit wieder ein Steady State ein, so dass sich z. B. Muskel- und Blutlaktatwerte bei längerer Belastung auf einer Stufe nicht verändern würden. Erst ab einer hohen Belastungsstufe (z. B. 200 W) kann das Steady State nicht mehr aufrechterhalten werden, da durch zunehmende Energiebereitstellung durch die Glykogenolyse die Laktatbildung deutlich ansteigt. Es kommt somit zu einem kontinuierlichen Anstieg des Laktats.

### Maximales Laktat-Steady-State
Als maximales Laktat-Steady-State (maxLass oder MLSS) wird die Belastungsintensität bezeichnet, bei der sich gerade noch ein Laktat-Steady-State einstellt, also eine Leistung über den Zeitraum von 30 Minuten konstant gehalten werden kann und sich die Blutlaktatkonzentration über die letzten 20 Minuten um maximal 1 mmol/l erhöht. Das MLSS ist dadurch gekennzeichnet, dass nach einer Einschwingphase der Energiestoffwechsel bezogen auf den ganzen Körper aerob abläuft, das gebildete Laktat also entweder im aeroben Stoffwechsel über Pyruvat oxidativ abgebaut oder zu Glukose aufgebaut wird.
Bei einer Belastung oberhalb des MLSS steigt der Anteil der anaerob laktaziden Energiebereitstellung an. Somit gibt dieser Wert die Grenze zwischen rein aerober zu teilweise anaerober Energiebereitstellung an. Das MLSS entspricht somit der anaeroben Schwelle. Dies bedeutet nicht, dass oberhalb des MLSS die zusätzlich benötigte Energie nur aus anaerob laktaziden Quellen stammt, da mit zunehmender Belastung die Sauerstoffaufnahme ansteigt.
Das MLSS liegt bei den meisten Menschen bei ungefähr 60 % der maximalen Sauerstoffaufnahme. Untrainierte weisen einen schlechteren Wert auf, bei sehr gut Ausdauertrainierten werden Werte um 80 % erreicht. Die Laktatwerte liegen dabei im Mittel bei ungefähr 4 mmol/l, wobei der Wert unabhängig von der Ausdauerleistungsfähigkeit ist und von weiteren Faktoren abhängt (siehe Laktat-Shuttle).

#### Bestimmung des MLSS
Die genaue Bestimmung des MLSS erfordert einen hohen Aufwand. So müssen nach einem ersten Stufentest zur groben Festlegung der Belastungsintensität in einem Abstand von zwei bis drei Tagen mehrere 30-minütige Dauertests mit konstanter Belastung absolviert werden. Je nach Laktatverhalten während der Dauerbelastung wird die Intensität für den nächsten Durchlauf geringfügig gesteigert oder reduziert, bis sich während des Durchlaufs ein Steady State einstellt. Aufgrund des hohen Aufwands wird in der Leistungsdiagnostik versucht, die Leistungsfähigkeit mittels eines der verschiedenen Schwellenkonzepte (z. B. individuell anaerobe Schwelle) zu bestimmen.

#### Bedeutung
Die Kenntnis des MLSS ist von Bedeutung, da Belastungen bis zu dieser Schwelle im Wesentlichen durch das Vorhandensein von Glykogen limitiert sind. Die Energiegewinnung läuft dabei an der Schwelle von aerob-alaktazid zu anaerob-laktazid ab. Entscheidend ist die maximale Sauerstoffaufnahmekapazität in ml pro Minute pro Kilogramm Körpergewicht. Je höher dieser Wert liegt, desto besser funktioniert die Sauerstoffversorgung des Körpers bei Belastung und desto besser ist das Ausdauer-Leistungsniveau. Belastungen oberhalb dieser Schwelle führen durch die zunehmende Azidose zu einer Abnahme der Glykolyserate und somit zu einem vorzeitigen Abbruch der Belastung. Das Vorhandensein einer solchen Schwelle wird jedoch in der aktuellen wissenschaftlichen Diskussion angezweifelt.

#### Verbesserung des MLSS
Ein verbessertes MLSS wird unter anderem erreicht durch:
- optimierten Gasaustausch in der Lunge
- ausreichende Anzahl roter Blutkörperchen, die für den Sauerstofftransport zuständig sind
- Erhöhung der Anzahl der Mitochondrien
- verbesserte Kapillarisierung der Muskulatur
- eine verbesserte Fähigkeit von Leber und Niere, während der Leistung entstehendes Laktat abzubauen
- einen gut entwickelten Fettstoffwechsel
- eine ökonomisierte Herztätigkeit, die sich schneller dem aktuellen Energiebedarf anpasst
- einen optimierten Bewegungsablauf, wobei die (Lehr)meinungen darüber, was unter einem optimierten Bewegungsablauf zu verstehen ist, weit auseinandergehen – objektiv messbar ist lediglich der Wirkungsgrad, falls die sportliche Disziplin (z. B. Radfahren) einen Vergleich der inneren Leistung des Gesamtorganismus mit dem vortriebswirksamen Output überhaupt erlaubt.

Die aufgezählten Parameter werden (neben vielen anderen) durch Training in den Bereichen der Grundlagenausdauer 1 bis hin zu eben jenem Steady State genannten Intensitätsniveau verbessert. Der individuelle Steady State kann durch Analyse der Blut- und Atemwerte unter Belastung am genauesten ermittelt werden. Neben dem Grundlagenausdauertraining sind auch andere Trainingsformen und -mittel üblich und Gegenstand kontroverser Diskussionen über die leistungssteigernde Wirkung des Trainings.

#### Kritik
An den sogenannten Schwellenkonzepten wird zunehmend kritisiert, dass sie sich physiologisch nicht begründen lassen. Die Energielieferprozesse im Körper gehen fließend ineinander über, so dass es keinen rein aeroben oder anaeroben Stoffwechsel gibt. Dies lässt sich z. B. daran erkennen, dass bei jeder Steigerung der Wettkampflänge (z. B. von 10 km auf 20 km Lauf) die Laufgeschwindigkeit abnimmt, unabhängig davon, ob über oder unter einer bestimmten Schwelle gelaufen wird. Die Abnahme der Laufgeschwindigkeit erfolgt dabei proportional zur Laufstrecke. Auch wird Laktat nicht mehr als leistungslimitierender Faktor gesehen, so dass eine nur auf Laktatwerten basierende Leistungsdiagnostik fragwürdig ist. In einem Schwerpunktheft zur Laktatproblematik stellten die Herausgeber bereits 2008 fest fest, „dass Laktatschwellen als spezielle Punkte der Laktatleistungskurve keine höhere Bedeutung für Leistungsdiagnostik und Trainingssteuerung haben als andere Punkte der Kurve. Die Tatsache, dass mehr als 30 Jahre Fokus auf unterschiedliche Schwellenkonzepte das diagnostische Potenzial der Laktatleistungskurve möglicherweise nicht wirklich nutzte, ist jedoch kein Argument, laktatgestützte Leistungsdiagnostik und Trainingssteuerung aufzugeben. Sie kennzeichnet vielmehr erheblichen Forschungsbedarf“. Damit ist aber auch die trainingswissenschaftliche Theorie, dass der Schwerpunkt des Trainings auf Laktattoleranz liegen müsse, überaus problematisch.

## Sauerstoffaufnahme

Die Steigerung der Sauerstoffaufnahme bei einer körperlichen Belastung erfolgt verzögert, so dass sich ein Steady State der Sauerstoffaufnahme bei submaximaler Belastung erst nach ungefähr 2–6 Minuten einstellt (siehe Sauerstoffdefizit). Die Sauerstoffaufnahme entspricht dann der Arbeitsintensität, zu sehen an dem Plateau in der Grafik rechts. Umgekehrt dauert es nach Ende einer Belastung einen längeren Zeitraum (bis zu 38 Stunden), bis die Sauerstoffaufnahme ihren Ruhewert wieder vollständig erreicht hat (siehe EPOC). Die Abnahme der Sauerstoffaufnahme erfolgt dabei nahezu exponentiell.

## Herzfrequenz
Die Herzfrequenz erreicht bei einer Belastung unterhalb einer bestimmten Dauerleistungsgrenze bereits nach kurzer Zeit ein Steady State und fällt im Anschluss an die Belastung wieder schnell auf den Anfangswert ab. Bei hohen Belastungen erreicht die Herzfrequenz jedoch kein Steady State mehr, sondern erhöht sich mit zunehmender Belastungsdauer kontinuierlich bis zu einem Maximum weiter. Nach Ende der Belastung kehrt die Herzfrequenz langsamer zum Ausgangswert zurück.

## Metabolite und Sauerstoffversorgung im Muskel
Bei Muskelarbeit bewirkt die steigende Metabolitkonzentration (Laktat, CO2) eine Gefäßweitstellung und somit Durchblutungszunahme. Durch die verbesserte Durchblutung können die Metabolite besser abtransportiert werden, so dass sich ein Steady State zwischen Metabolitproduktion und -abbau einstellt und die Durchblutung konstant bleibt.
Bei langen körperlichen Belastungen (in Abhängigkeit von der Intensität 30 Minuten bis zu mehrere Stunden) muss der Körper den größten Teil der Arbeit im Steady State erbringen, um nicht zu schnell zu ermüden. Es stellt sich in der Muskulatur ein Fließgleichgewicht zwischen Sauerstoffzufuhr und Sauerstoffverbrauch ein.

## Relatives Steady State
Als relatives Steady State oder Schein-Steady-State wird eine Belastungsstufe bezeichnet, bei der zwar die Sauerstoffaufnahme konstant ist, jedoch die Pulsfrequenz, die Ventilation und andere Größen langsam ansteigen.